# David Hughes (acteur)
Pour les articles homonymes, voir Hughes et David Hughes.
David Hughes est un acteur et producteur canadien.

## Filmographie

### Au cinéma
- 1971 : The Megantic Outlaw :
- 1972 : Wedding in White :
- 1972 : A Fan's Notes : Avalon doctor
- 1974 : Sunday in the Country : Pastor
- 1974 : Only God Knows : Mr. Lombardi
- 1982 : Deadly Eyes : Official
- 1988 : Faux-semblants (Dead Ringers) de David Cronenberg : le superintendant
- 1993 : Thirty Two Short Films About Glenn Gould de François Girard : le machiniste
- 2008 : Pawnshop : Eli (court métrage)
- 2011 : Fine Tuning : Harry (court métrage)
- 2011 : Those Forgotten : Lawrence (court métrage)

### À la télévision
- 1985 :  Le Bonheur au bout du chemin ou Anne... la maison aux pignons verts de Kevin Sullivan (téléfilm)